# Парапротеинемические лейкозы
Парапротеинемические лейкозы — группа заболеваний, относящихся к хроническим лимфоцитарным лейкозам. В эту группу входят три заболевания — миеломная болезнь, первичная макроглобулинемия Вальденстрёма и болезнь тяжёлых цепей.
Другое название — злокачественные иммунопролиферативные заболевания.
Особенностью парапротеинемических лейкозов является способность опухолевых клеток синтезировать однородные иммуноглобулины или их фрагменты — парапротеины (это связано с цитогенезом опухолевых клеток). Опухолевые клетки при парапротеинемических лейкозах дифференцируются по плазмоцитарному типу, сохраняя в извращенной форме особенность плазматических клеток синтезировать иммуноглобулины.
Особое место среди парапротеинемических лейкозов имеет миеломная болезнь.